# ランチタイムラジオ 聞けばツー快!
『ランチタイムラジオ 聞けばツー快!』（ランチタイムラジオ きけばツーかい）は、CBCラジオで放送されていたラジオ番組。2000年6月5日放送開始、2009年4月3日放送終了。

## 放送時間
- 毎週月曜日 - 金曜日 12:00 - 12:30（JST）

## 出演者
- パーソナリティ
  - 小高直子（月曜日 - 木曜日）（CBCアナウンサー）
  - 渡辺美香（金曜日）（CBCアナウンサー）
- レギュラー
  - つボイノリオ

### 過去の出演者
| 期間     | 期間      | 月曜日 - 木曜日 | 金曜日   |
| -------- | --------- | --------------- | -------- |
| 2000.6.5 | 2002.3.29 | 重松和世        | 重松和世 |
| 2002.4.1 | 2002.6.28 | 小高直子        | 重松和世 |
| 2002.7.1 | 2009.4.3  | 小高直子        | 渡辺美香 |

## 概要
- 本来、月曜日 - 木曜日は小高直子、金曜日は渡辺美香がメインパーソナリティではあるが、実際は「ノーギャラ出演」とされるつボイノリオがメインとなっており、結果的には『聞けば聞くほど』の延長戦として位置づけられていた。
- ラジオッスプレミアム（聴取率調査週間）中は「ツー快!お昼ドキッ」パーソナリティとのクロストークが冒頭から行われた（主に当日の番組内容の紹介）。

## タイムテーブル
時間に関してはあくまで目安である（ミュージックスクランブルを除く）。
- 12:03 - 12:08 ニュース
- 12:08 - 12:11 快適生活ラジオショッピング
- 12:11 - 12:14 ○○○便り

（月・水・金）愛知県警便り（提供：プレイランドキャッスルグループ）（2008年12月末までは愛知日野自動車が提供）／（火）CBC岐阜便り（提供：日本自然発酵）
- 12:14 - 12:24 ミュージックスクランブル（ニッポン放送制作）